# Martin Fuchs (Politiker)
Martin Fuchs (* 7. Februar 1903 in Leipzig; †  12. Oktober 1982 in Sinzig) war ein deutscher Politiker (CDU). Er war von 1947 bis 1950 Landtagsabgeordneter in Sachsen-Anhalt; im Oktober 1950 flüchtete er in die Bundesrepublik.

## Leben
Fuchs arbeitete in einer Tuchgroßhandlung und nahm von 1942 bis 1945 als Soldat am Zweiten Weltkrieg teil. Nach Kriegsende trat er der CDU bei und leitete den Ortsverband Jessen. Bei der Landtagswahl in der Provinz Sachsen 1946 trat er für die CDU an. Im Wahlkampf beklagte er den von der SED ausgeübten Druck auf die anderen Parteien; auch setzte er sich für ein Einspruchsrecht enteigneter Personen ein. Er erhielt zunächst kein Mandat, rückte aber im März 1947 für den verhafteten Ewald Ernst nach. Da Fuchs auf seinen politischen Positionen beharrte, geriet er immer stärker in Konflikt mit der Führung der CDU Sachsen-Anhalt, die dem Druck der SED zur Gleichschaltung immer weiter nachgab. Anfang 1950 verließ Fuchs die CDU-Fraktion und trat der neu gegründeten „Fraktion der Mitte“ bei. Im Oktober 1950 floh Fuchs nach West-Berlin. Anschließend ließ er sich in Remagen nieder, wo er in einer Maschinenfabrik arbeitete. Er gehörte auch im Westen der CDU an und engagierte sich in der Exil-CDU.